# 1988年夏季残疾人奥林匹克运动会巴哈马代表团
1988年夏季残疾人奥林匹克运动会巴哈马代表团是巴哈马派出的1988年夏季残疾人奥林匹克运动会代表团。未获得奖牌。